# Bahianachtzwaluw
De Bahianachtzwaluw (Nyctiprogne vielliardi) is een vogel uit de familie Caprimulgidae (nachtzwaluwen).

## Verspreiding en leefgebied
Deze soort is endemisch in oostelijk Brazilië. Hij komt daar voor langs de rivier São Francisco. Zijn habitat zijn de natuurlijke savannegebieden in de staten Minas Gerais en Bahia.

## Status
De soort wordt bedreigd door habitatverlies en daarom wordt aangenomen dat de aantallen afnemen. Toch is de IUCN status in 2017 aangepast van gevoelig naar niet bedreigd, omdat de snelheid van afname kleiner is dan eerst werd aangenomen.